# 卡里娜·李
卡里娜·李（英語：Kareena Lee，1993年12月16日—），生于昆士兰州，是一名澳大利亚女子游泳运动员，主攻长距离。她童年时在自家泳池开始接触游泳，2011年时开始将更多精力集中在游泳训练上，她原先主要练习泳池游泳，18岁时开始正式接触马拉松游泳。2021年8月，她在东京奥运获得女子10公里公开水域铜牌，成为历史上首位获得奥运公开水域游泳奖牌的澳大利亚选手。